# Friedrich Schultze (Politiker)
Friedrich Schultze (* 8. April 1808 in Flechtdorf; † 18. Februar 1906 in Vasbeck) war ein deutscher Landwirt und Politiker.
Schultze war der Sohn des Ackermanns und Richters Johann Heinrich Schultze (1774–1857) und dessen Ehefrau Maria Karoline, geborene Bangert (1779–1869). Er heiratete am 6. November 1836 in Helmscheid Maria Sabine Curtze (1813–1868), die Tochter des Landstands Christian Curtze. Schultze war Landwirt in Vasbeck, wo er 1853 bis 1903 auch Bürgermeister war.
1866 bis 1899 war er Abgeordneter im Landtag des Fürstentums Waldeck-Pyrmont. Er wurde im Wahlkreis Kreis der Twiste gewählt.